# 셸비 오크스
"셸비 오크스"(영어: Shelby Oaks)는 2024년 제작된 미국의 초자연 공포, 미스터리 영화이다. 영화 유튜버 크리스 스턱만의 감독 데뷔작이며, 그가 각본 역시 맡았다.